# Estudi Padró
L'Estudi Padró és un edifici del municipi de Tossa de Mar (Selva). És un edifici de tres plantes amb coberta de doble vessant a façana i amb un ràfec prominent constituït per quatre fileres: la primera de rajola plana, la segona de teula, la tercera de rajola plana i la quarta de teula girada. Forma part de l'Inventari del Patrimoni Arquitectònic de Catalunya.

## Descripció
La façana principal està estructurada internament basant-se en dues crugies. La planta baixa consta de dues obertures com són: el portal rectangular d'accés equipat amb una poderosa llinda monolítica i amb uns vigorosos muntants de pedra ben escairats, i a la seva esquerra una finestra rectangular coberta amb una estructura d'enreixat de ferro forjat.
El primer pis o planta noble, contempla dues obertures de similar tipologia, és a dir: dues finestres rectangulars amb llinda monolítica i muntants de pedra. El segon pis que desenvoluparia les tasques de golfes, s'ha projectat en la façana en uns badius en format de tres obertures d'arc de mig punt complementades amb un ampit continu.
Pel que fa al tema dels materials, prenent la façana com a element referencial, prepondera especialment la pedra sense desbastar, que té com a element cohesionador el morter (argamassa de calç, sorra i ciment).